# Jan Eriksson
Jan Jonas Jakob Eriksson (født 24. august 1967 i Sundsvall, Sverige) er en svensk tidligere fodboldspiller (forsvarer).
Eriksson startede sin karriere hos GIF Sundsvall i sin fødeby og spillede af svenske klubber også for IFK Norrköping, AIK Stockholm og Helsingborg. Han var desuden udlandsprofessionel i adskillige lande, og repræsenterede blandt andet FC Kaiserslautern i Tyskland, Servette FC i Schweiz samt engelske Sunderland.
I 1992 vandt Eriksson Guldbollen, titlen som årets spiller i svensk fodbold.
Eriksson spillede desuden 35 kampe og scorede fire mål for Sveriges landshold. Han var en del af den svenske trup til VM 1990 i Italien, men var dog ikke på banen i turneringen. Efterfølgende blev han også udtaget til EM 1992 på hjemmebane, hvor han spillede alle svenskernes fire kampe og scorede to mål, heriblandt det første mål i åbningskampen mod Frankrig.

## Titler
Svenska Cupen
- 1991 med IFK Norrköping